# Fiat Fiorino
Le FIAT Fiorino est un petit utilitaire, fourgonnette et pick-up, du constructeur automobile italien FIAT Professional, lancé en 1977 et dérivé des automobiles de grande série FIAT 127 italienne puis 147 et Uno CS brésiliennes.
Comme à son accoutumée, FIAT Professional baptise ses modèles utilitaires avec des noms d'anciennes monnaies italiennes, ici le florin, une pièce d'or florentine.
- 1re génération
  - 127 Fiorino, dérivée de la FIAT 127 d'origine,
  - 147 Fiorino, version produite au Brésil et en Argentine dérivée de la FIAT 147, entre 1979 et 1988,
- 2e génération
  - Fiorino II, version dérivée de la FIAT Uno CS (146), construite au Brésil à partir de 1988. La production s'est arrêtée au Brésil en fin d'année 2013 en même temps que la FIAT Mille.

Deux modèles lui ont succédé :
- FIAT Fiorino III pour l'Europe en 2007, fourgonnette et ludospace Qubo, restylés en 2016,
- FIAT Novo Fiorino (265) fourgonnette pour l'Amérique Latine en 2014.

## 1regénération

### FIAT 127 Fiorino
La première version du FIAT Fiorino (type 127) est basée sur la FIAT 127 avec la partie arrière, séparée de l'habitacle, affectée au transport de marchandises, ouverte pour la version pick-up ou fermée dans la version fourgonnette. Le FIAT Fiorino existe également en version Panorama pour le transport de personnes sur deux banquettes latérales rabattables pouvant accueillir 4 personnes. Une version spécialement aménagée est proposée pour le transport de personnes à mobilité réduite (PMR), avec une rampe d'accès intégrée. Le véhicule a une charge utile de 360 kg et la fourgonnette a une capacité de 2,5 m3. En 1980, plusieurs ateliers spécialisés ont utilisé le Fiorino pour des transformations en camping-car, notamment l'entreprise Weinsberg.

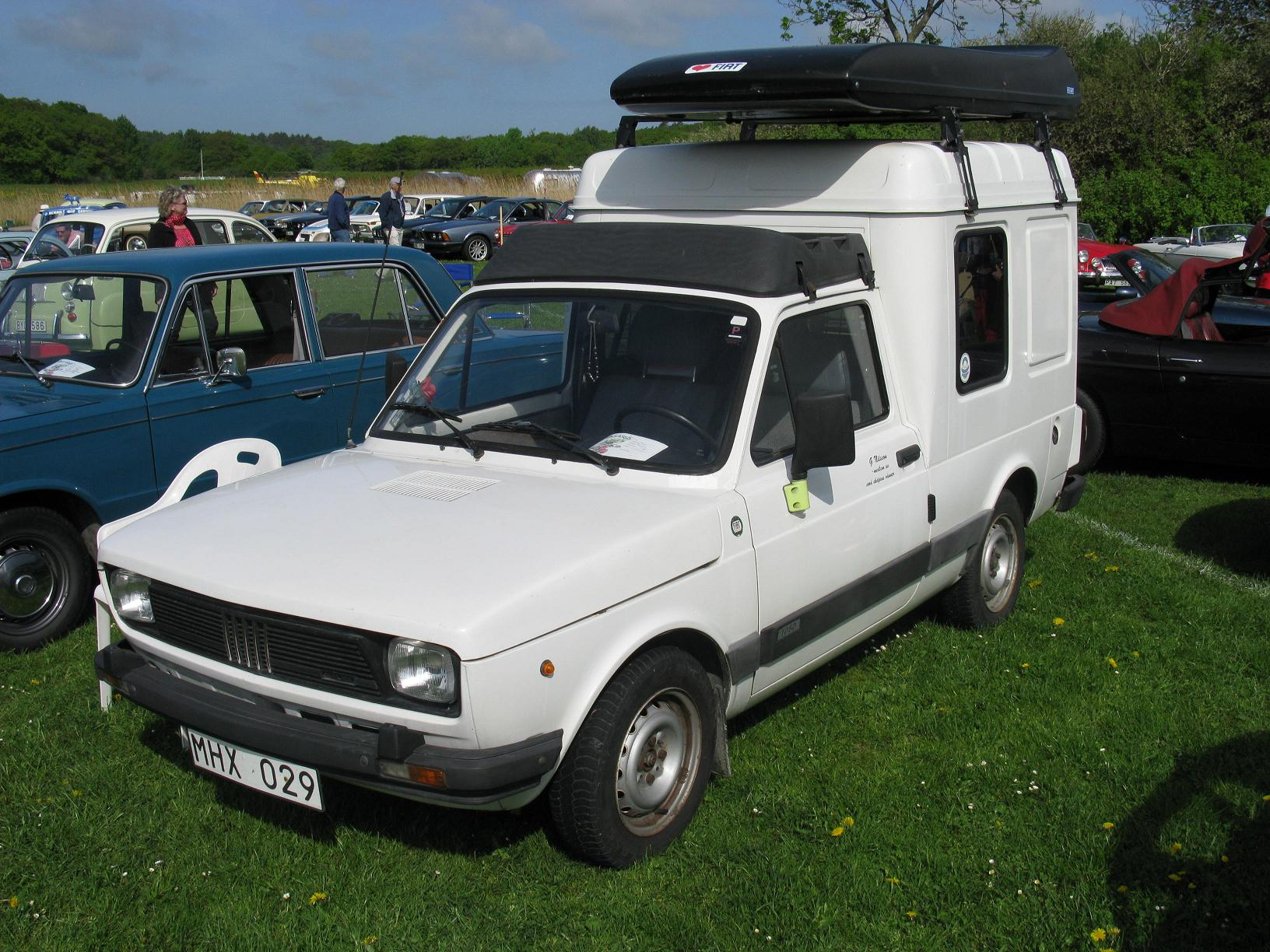
FIAT 127 Fiorino fabriqué en Italie sur une base FIAT 127 2ème série.

Lancé en Italie en 1977 équipé du moteur essence de la FIAT 127 berline de 903 cm3 développant 45 ch DIN. En 1979, ce moteur est remplacé par celui de la FIAT 147 brésilienne de 1 049 cm3 développant 50 ch DIN. La fabrication italienne prend fin en 1981. À partir de 1981, il est importé du Brésil où toute la fabrication est concentrée. En 1989, pour des raisons de droits de douane très élevés entre les deux pays, il est également fabriqué en Argentine pour le marché local, sur la base de la FIAT 147 produite localement.
En 1981, lors de l'apparition du nouveau moteur diesel de 1 301 cm3, le Fiorino subit un profond restyling puisqu'il reçoit la structure de base de la FIAT 147 2e série. Le moteur essence de 1 050 cm3 disparaît de la gamme en Europe. Le nouveau modèle est simplement baptisé "Fiorino", sans référence au véhicule de base.
| Version                                    | Moteur FIAT          | Cylindrée (cm3) | Puissance (Ch DIN) | Couple (N m) |
| ------------------------------------------ | -------------------- | --------------- | ------------------ | ------------ |
| 900 8V essence (1978)                      | 4 cylindres en ligne | 903             | 45 (33 kW)         | 64           |
| 1.050 8V essence (1979-87)                 | 4 cylindres en ligne | 1 049           | 50 (37 kW)         | 77           |
| 1.300 8V diesel (1982-87)                  | 4 cylindres en ligne | 1 301           | 45 (33 kW)         | 103          |
| 1.300 8V essence (1978-81) marché allemand | 4 cylindres en ligne | 1 036           | 50 (37 kW)         | 79           |
| 1.3 8V diesel (1978-81) marché allemand    | 4 cylindres en ligne | 1 288           | 45 (33 kW)         | 103          |

### SEAT 127 Emelba Póker
Le SEAT 127 Póker ou 127 Trans (parfois appelé Emelba 127 Póker) a été la première fourgonnette réalisée par le carrossier espagnol Emelba S.A., à partir de 1980, semblable au FIAT 127 Fiorino. Comme l'original italien, qui n'a jamais été construit ni exporté en Espagne, il est équipé du moteur de la SEAT 127, de 903 cm3, produit en Espagne sous licence FIAT. Comme le Fiorino, le 127 Póker a été proposé en version pick-up et fourgonnette fermée, vitrée (mixte) ou tôlée. La version mixte dispose de fenêtres sur la partie arrière et d'une banquette démontable. Le 127 Poker, conçu par le cabinet de design Elba, a une forme cubique très similaire à celui du Fiorino, mais comporte des portes arrières, des feux et une suspension arrière différents.
Emelba a réalisé une version camping-car sur la base du 127 Póker, baptisée Caravana. L'aménagement intérieur est entièrement amovible, pour deux personnes, comprenant un évier et une cuisine fixés sur les portes arrière.
La production a pris fin en 1986 lorsqu'il a été remplacé par le SEAT Trans. Le SEAT 127 Póker a été fabriqué, sur une base livrée par SEAT, dans les ateliers du carrossier Emelba, à Gérone, en Catalogne.

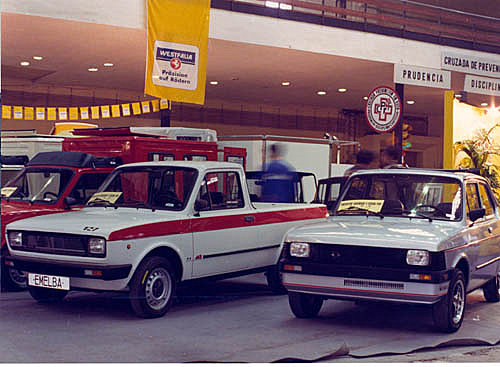
SEAT Emelba 127 Póker
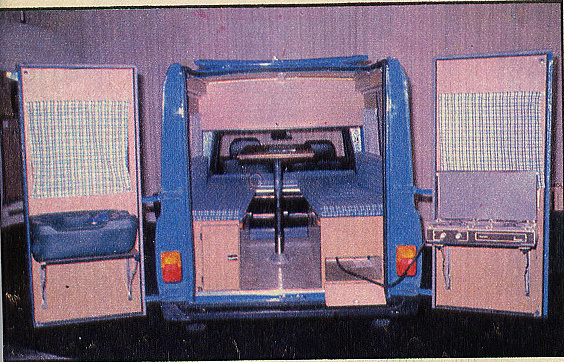
SEAT Emelba 127 Póker Caravana
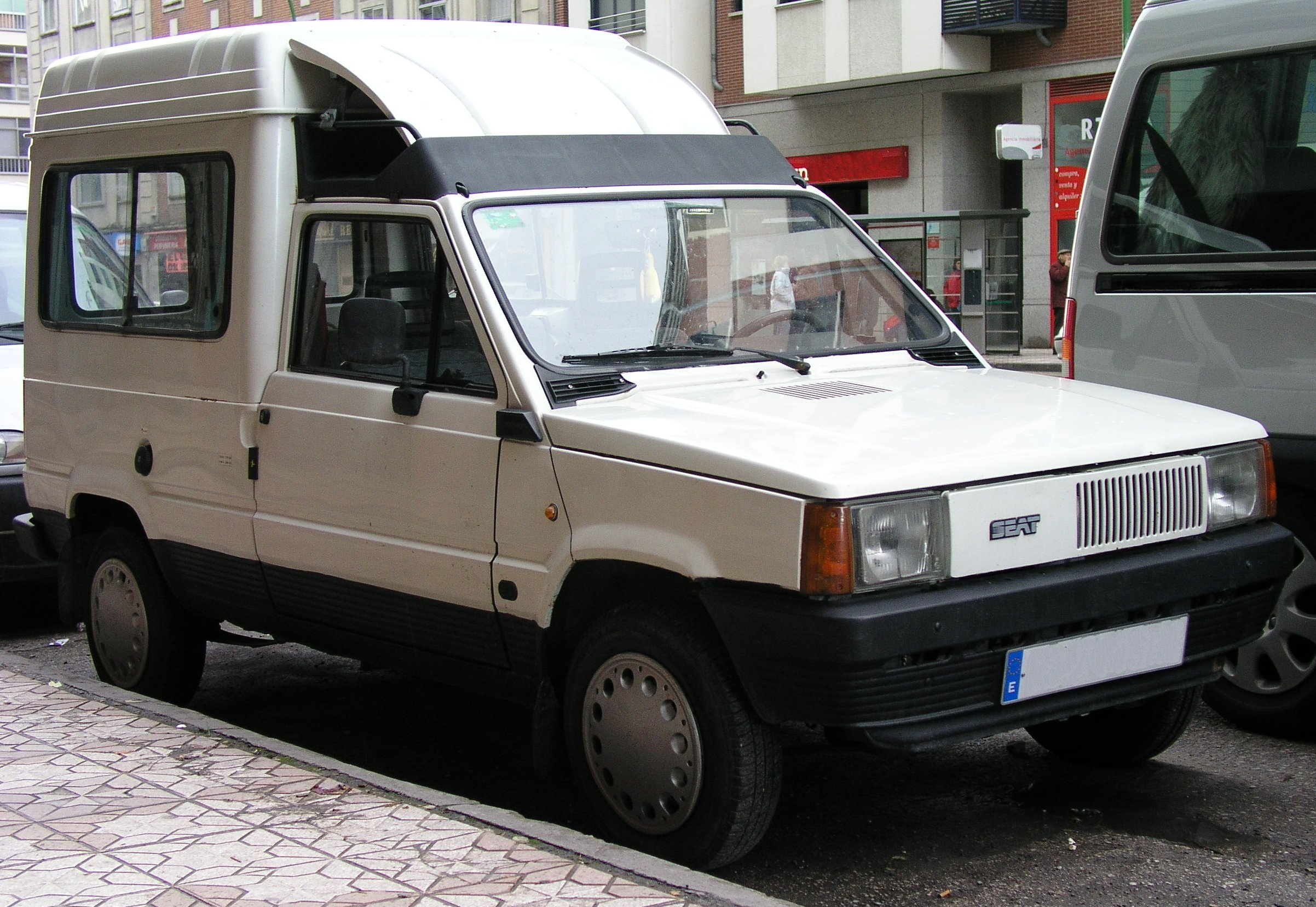
SEAT Trans

### FIAT Fiorino 147
La première version brésilienne du FIAT Fiorino, construit sur la base de la FIAT 147, baptisé FIAT 147 Pick-up City, est présenté au public en 1977, très peu après le 127 Fiorino italien. Il n'est disponible qu'en version pick-up réservée au marché brésilien.
De 1979 à 1988, le FIAT 147 Pick-up a été produit à 78 459 exemplaires.
Après l'arrêt de la production de la FIAT 127 en Italie, celle du 127 Fiorino est également arrêtée. FIAT présente le nouveau Fiorino, importé du Brésil, construit sur la de base de la FIAT 147, version brésilienne de la FIAT 127, mais comportant un certain nombre de modifications pour être adaptée aux conditions de la voirie du pays. Le 147 Fiorino bénéficie des mêmes carrosseries que le 127 Fiorino, à savoir la version fourgonnette tôlée ou vitrée pour la version Panorama.
En 1983 avec l'apparition de la FIAT 147 "unifiée", la face avant du FIAT Fiorino 147 est redessinée pour s'aligner sur la berline.
Comme pour tous les modèles FIAT produits au Brésil, les moteurs essence sont aussi conçus pour fonctionner à l'alcool. Plus tard, à la fin des années 1990, FIAT et Magneti-Marelli inventeront le système Flex, qui permet d'utiliser sans intervention particulière, jusqu'à 5 carburants différents et tout mélange entre eux.

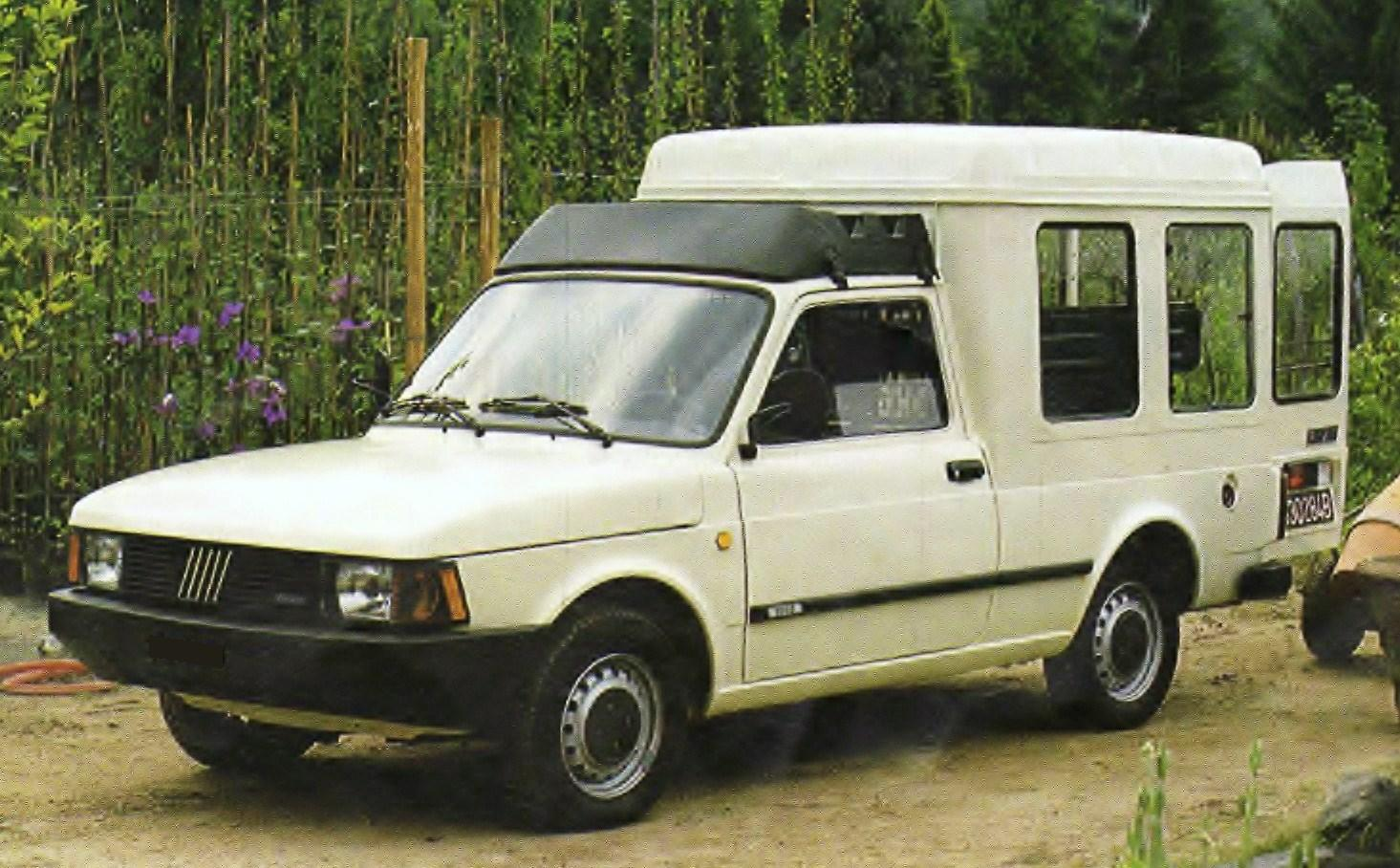
FIAT Fiorino 147 Panorama (facelift 1983)

## 2egénération

### FIAT Fiorino II(146)

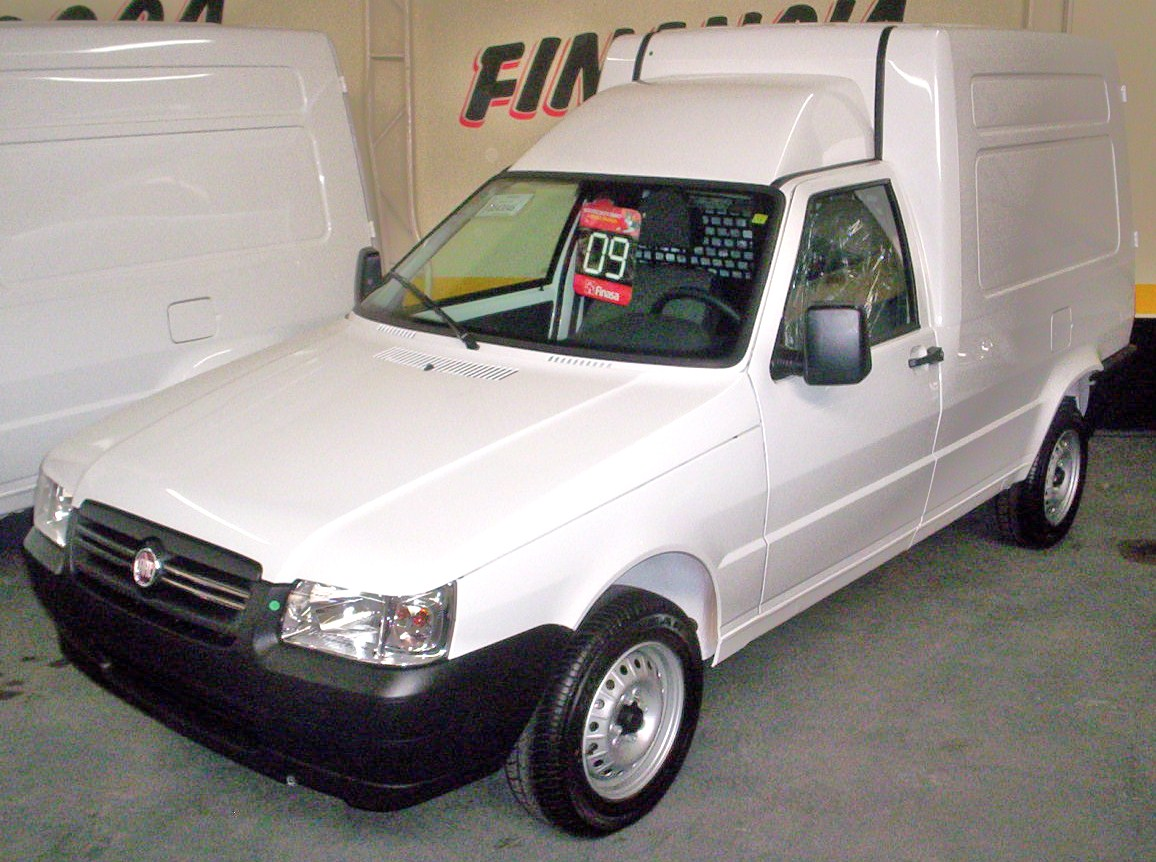
FIAT Fiorino 2e série

Annoncé en même temps que la nouvelle FIAT Uno CS, version brésilienne de la FIAT Uno, en 1984, le Fiorino 2e génération a été lancé officiellement et commercialisé en 1987. Comme prévu, il repose sur la base de les FIAT Uno CS et Duna, version berline classique 4 portes avec coffre de la Uno CS. Le nouveau Fiorino (type 246), a été importé en Europe à partir du début d'année 1988. La capacité de chargement, déjà très importante sur la version précédente, devient géante, avec 3,2 m3.
Comme pour la première série, les versions Pick-up et Panorama sont présentes. Les motorisations sont toutes nouvelles, un bloc essence FIAT Flex de 1,4 litre de cylindrée et un diesel de 1,7 litre pour l'exportation en Europe.
Très concurrencé en France par les Renault Express et le Citroën C15, il est très diffusé dans tous les autres pays où les constructeurs nationaux n'ont pas d'équivalent.

FIAT a voulu intégrer le marché chinois et a été autorisé à assembler localement le Fiorino à partir de 2001 qui sera fabriqué en Chine jusqu'en 2004 pour le marché local et jamais exporté.
Les motorisations évoluent également comme celles de la Uno CS et le Fiorino se voit doté des moteurs FIAT de la dernière génération, le tout nouveau FIRE Flex multicarburants de 1 242 cm3 et pour les marchés européens, un turbo diesel de 1 697 cm3.
Avec toujours une capacité utile de chargement inégalée de 3,2 m3 et une longueur inférieure à 4 mètres, une hauteur de chargement à seulement 50 cm du sol et des dimensions intérieures utiles de 1,78 m en longueur, 1,35 m en largeur et 1,36 m en hauteur.
Le FIAT Fiorino a disparu du catalogue européen à la fin des années 1990. On peut raisonnablement considérer que, sur ces marchés, son successeur, jusqu'en 2007, a été le Doblò. Une nouvelle édition du Fiorino produite par la filiale turque de FIAT Professional et fournie au groupe PSA Peugeot Citroën, qui le commercialise sous les noms de Citroën Nemo et Peugeot Bipper, est le FIAT Fiorino III apparu en 2007.
Au Brésil, pays où ce véhicule a été produit jusqu'en 2013, un nouveau modèle est venu le remplacer en 2014, le FIAT Novo Fiorino (type 327).
Au total, ce sont 1.340.000 FIAT Fiorino I & II qui ont été fabriqués dans le monde entre 1977 et 2013.

## 3egénération(2007-2024)

### FIAT Fiorino III(265)Europe

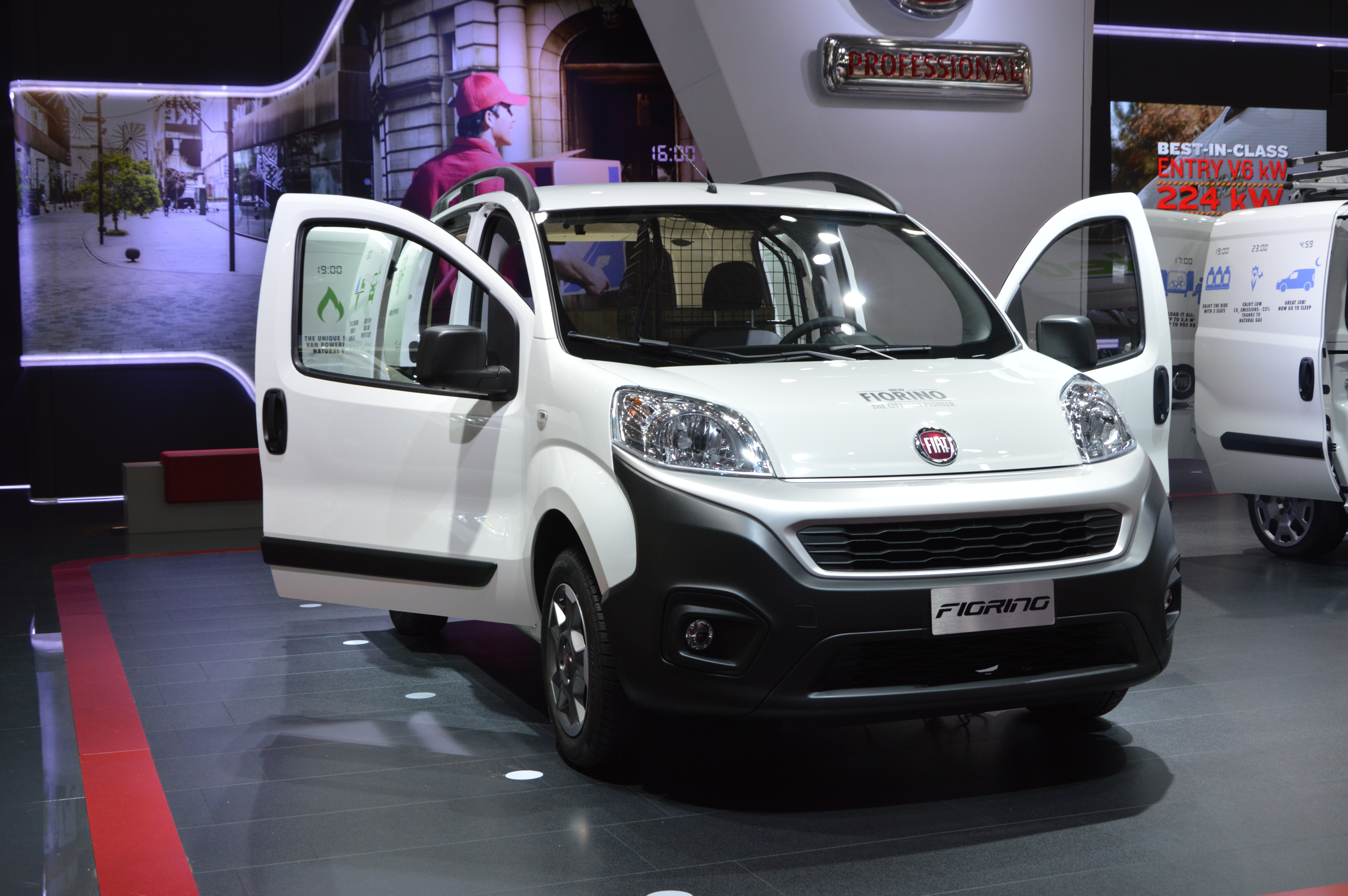
FIAT Fiorino III phase 2 (2016) face avant restylée

Le 3 octobre 2007, FIAT Professional présente au Salon Transpotec-Logitec de Milan un nouveau véhicule utilitaire léger, une fourgonnette qui prend le relais, en Europe, du FIAT Fiorino dont la 1re génération a vu le jour en 1977. Cette nouvelle déclinaison en conserve le nom et l'esprit : FIAT Fiorino III (265).
Cette nouvelle génération de FIAT Fiorino est produite par la filiale turque de FIAT Professional qui le fournit également au groupe PSA, pour être commercialisé sous les noms de Citroën Nemo et Peugeot Bipper. Ces véhicules sont en fait des FIAT Fiorino III commercialisés à l'origine avec des motorisations PSA mais, à partir de 2008, uniquement avec une motorisation diesel FIAT, après l'entrée en vigueur de la norme antipollution Euro 5 en septembre 2010 que les moteurs PSA n'ont jamais pu respecter.
En 2016, le groupe PSA n'a pas renouvelé son accord de coopération avec FIAT pour la production de cette fourgonnette. La production de l'ancien modèle s'est poursuivie, uniquement pour PSA, jusqu'à la fin d'année 2017, à raison de 16 000 exemplaires par an. Une version rafraîchie a été présentée par FIAT en avril 2016 et immédiatement commercialisée.

### Fiorino Electric
Micro-Vett, une entreprise italienne spécialisée dans la production et la conversion électrique de voitures de série, a créé en 2008, en collaboration avec FIAT, le FIAT Fiorino Electric, une version alimentée par des batteries lithium-ion. Présenté au Salon de l'automobile de Hanovre, le Fiorino Electric est équipé d'un moteur électrique asynchrone triphasé d'une puissance continue de 30 kW avec une puissance de pointe de 60 kW, et un couple variant de 130 à 260 Nm. La charge utile du véhicule est de 450 kg.
La voiture accélère de 0 à 50 km/h en 6,4 secondes et affiche une vitesse de pointe de plus de 100 km/h.
Les batteries, réparties en trois endroits pour un meilleur équilibre du poids, autorisent une autonomie d'environ 100 km. Une simple prise du réseau électrique domestique lui permet de retrouver sa pleine capacité en 6 à 8 heures, tandis que 3 heures sont suffisantes pour une recharge sur un réseau industriel de 9 kW suffit en 3 heures.

### Fiorino III(265)Phase 2 Europe
Après le retrait de PSA du programme Fiorino III décidé brutalement par Carlos Tavares alors que le volum des ventes des clones Citroën Nemo et Peugeot Bipper n'avait pas varié, les versions françaises ont été retirées de leur catalogue le 13 avril 2016. Seul le FIAT Fiorino III (265) bénéficie d'un restylage en janvier 2016. À l'avant, la calandre et le pare-chocs changent de forme et rappellent les nouveaux Ducato III et Doblò II. La calandre chromée sur tous les modèles est plus large et moins haute, adoptant une forme vaguement hexagonale. Les pare-chocs sont également nouveaux, avec une forme plus moderne et une nouvelle prise d'air. Sur les versions "Adventure", une barre de protection arrière ainsi que des boîtiers de phares antibrouillard redessinés sont présents. Sur les côtés, les jantes ont été changées, en acier avec enjoliveurs ou en alliage léger, d'un diamètre de 15 pouces. Les dimensions extérieures restent inchangées.
À l'intérieur, en plus de la nouvelle sellerie, un nouveau volant fait ses débuts, inspiré dans sa forme de celui du nouveau Doblò, et un nouveau système multimédia avec un écran de 5 pouces remplace l'ancien Blue&me.
Le restylage comprend également de nouvelles motorisations : outre le moteur essence 1.4 FIRE de 77 ch et le moteur méthane 1.4 de 70 ch, les moteurs diesel 1.3 Multijet Euro 6 de 80 ch et 95 ch sont introduits, le premier étant également disponible en version Ecojet, qui affiche une consommation de carburant remarquable de 3,8 litres aux 100 km. Ce restylage est appliqué sur les véhicules MY 2016.
Le ludospace Qubo reste inchangé jusqu'au début de l'année 2020 tandis que la production du petit utilitaire Fiorino s'arrête en juillet 2024 suite à l'application des nouvelles règles européennes GSR2.

## FIAT Fiorino III (2014) Amérique Latine

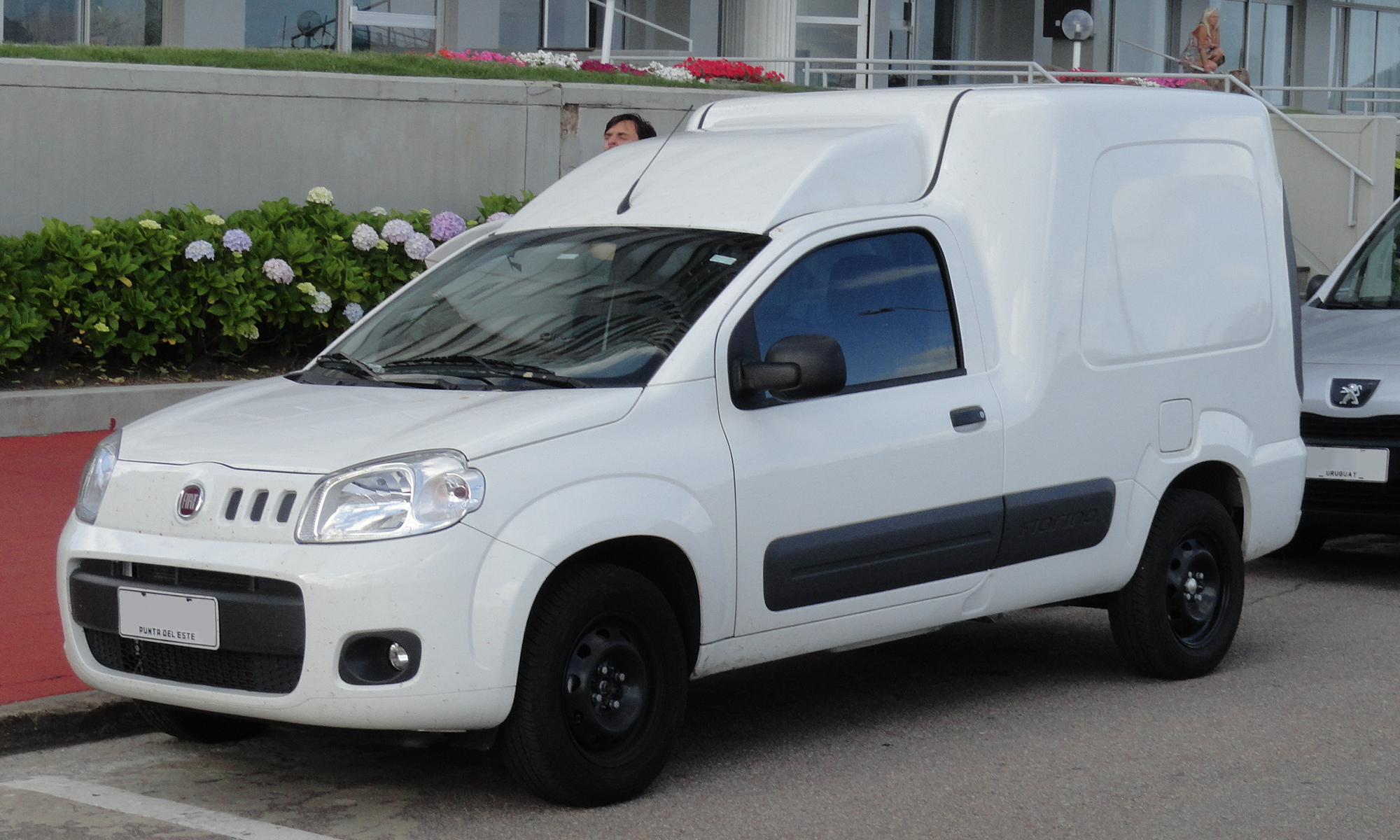
FIAT Fiorino III (2014) en Amérique Latine

C'est en 2014 que FIAT Professional remplace le Fiorino II (146) par un nouveau modèle reposant sur la base de la FIAT Novo Uno locale, aussi appelé "Novo Fiorino".

## Les sites de production
Le FIAT Fiorino a été fabriqué sous différentes formes à l'étranger :
- Espagne : sur le modèle du Fiorino, SEAT, avec le truchement de la Carroceria Emelba a produit deux véhicules utilitaires :
  - SEAT Emelba 127 Póker : fourgonnette présentée en 1980, premier véhicule commercial d'Emelba. Comme le Fiorino, le Poker est équipé du moteur de la SEAT 127, le fameux 903 cm3. Disponible dans les versions fermée, mixte et pick-up, la version mixte a des vitres arrière et une banquette pour 3 personnes qui peut être retirée pour libérer une plus grande capacité de charge. Dans le modèle d'origine, le compartiment arrière est complètement carré et dans le toit, il a une trappe qui permet de charger de longs colis.
  - SEAT Trans qui devient ensuite le SEAT Terra, basé sur le même concept que le Fiorino, il repose sur la base de la FIAT-SEAT Panda. Sa production s'est arrêtée en 1998.
- Chine : FIAT a pris pied en Chine tardivement, en 1996, et a introduit en premier lieu le Fiorino car les autorités chinoises de l'époque avaient un strict droit de regard sur les produits étrangers fabriqués sur son sol et n'acceptaient que du matériel nécessaire au travail et au développement de la population chinoise. Plus tard FIAT a pu fabriquer des automobiles et a lancé les FIAT Palio et FIAT Siena en 2001.
- Argentine : les usines FIAT du Brésil et d'Argentine ont longtemps été complémentaires pour satisfaite la demande locale. Plus de 25 000 FIAT Fiorino de première et seconde génération ont été construits en Argentine par la filiale FIAT Concord dans l'usine FIAT de Cordoba. Sa fabrication a été arrêtée en 2001.
- Brésil : C'est la mère patrie du FIAT Fiorino. Produit sans interruption depuis 1977 où il a toujours connu un franc succès en Amérique Latine, bien que concurrencé par le FIAT Doblò, également fabriqué localement, à partir de 2001. Plus de 1 300 000 FIAT Fiorino ont été fabriqués au Brésil.

Le FIAT Fiorino a été exporté dans beaucoup de pays, en Europe, Afrique du Sud, Turquie et Inde.